# Бурский, Адам
Адам Бурский (известный также, как Бурсиус) (пол. Adam Burski; около 1560, Бжезины — 15 февраля 1611, Замосць) — польский философ, логик, филолог, издатель и педагог эпохи Возрождения.

## Биография
Первоначальное образование получил в костельной школе во Львове. С 1579 обучался в краковской академии, где в 1580 стал бакалавром. Позже был учителем во львовской костельной школе, в 1587—1590 — предположительно, был её ректором.
Некоторое время обучался в Италии. С 1593 года — доктор философии.
В начале 1597 по приглашению гетмана Яна Замойского стал профессором красноречия, возглавил кафедру моральной философии в Замойской академии, третьем в Польше высшем учебном заведении. Через несколько месяцев стал её ректором.
Был одним из главных представителей польской философской мысли эпохи Возрождения. Сторонник эмпиризма и индуктивного метода в науке. Боролся за секуляризмом и школьную автономию против гегемонии церковных властей.
Занимал кафедру математики и философии в Краковской академии. Руководил академической типографией.
По повелению короля Сигизмунда III, А. Бурский пересмотрел прежнее издание «Немецко-Саксонского права» и издал в 1602 г. новое под заглавием: «Juris provincialis quod speculum vulgo nuncupatur» (очень редкая книга). Из других его сочинений особенно замечательны: «Dialectica Ciceronis etc.» (Замостье, 1604), «Oratio funebris… Ioannis Zamoscii» (Замостье, 1605). Многие его произведения остались в рукописи в библиотеке Замойских в Варшаве.